# Tom Deutgen
Tom Edvard Duff Deutgen, född 22 september 1942 i S:t Görans församling i Stockholm, död 2 oktober 2006 i Kungsholms församling i Stockholm, var en svensk skådespelare och regissör, mest känd för sin roll som "Janke" i TV-serien Rederiet 1992–1994 och som sonen Albin i den folkkära TV-serien Söderkåkar 1970.

## Biografi
Deutgen utbildade sig vid Scenskolan i Stockholm. Han startade 1968 Fickteatern tillsammans med Suzanne Osten, och medverkade under 1970-talet i Fria Proteatern. 1973–1975 var han engagerad vid Norrköping-Linköping stadsteater. Han har även varit verksam vid Stockholms stadsteater, Dramaten och Helsingborgs stadsteater. Åren 1985–1991 var han vid Malmö stadsteater, och en kort period 1989–1990 var han konstnärlig ledare för dess barnteater Unga teatern. Deutgen kom 1992 till Borås stadsteater, där blev han teaterchef 2003, ett uppdrag han hade till sommaren före sin död. Han avled på Karolinska universitetssjukhuset efter en längre tids cancersjukdom. Deutgen är begravd på Östra kyrkogården i Göteborg.

## Filmografi
Enligt Internet Movie Database och Svensk Filmdatabas:
- 1970 – Söderkåkar (TV-serie)
- 1976 – Långt borta och nära
- 1981 - Pank (TV serie)
- 1992 – Hassel – Utpressarna
- 1992 – 1994 – Rederiet (TV-serie)

## Teater

### Roller (ej komplett)
| År   | Roll              | Produktion | Regi             | Teater                           |
| ---- | ----------------- | --- | ---------------- | -------------------------------- |
| 1973 |                   | 2173 — ett slags kabaré Jan Bergquist och Hans Bendrik                                                          | Sandör Györbiro  | Norrköping-Linköping stadsteater |
| 1973 | Teaterråttan Emma | Mumintroll i kulisserna Tove Jansson och Erna Tauro                                                             | Leif Magnusson   | Norrköping-Linköping stadsteater |
| 1974 | Anselme La Fleche | Den girige (L'Avare) Molière                                                                                    | Göran Sarring    | Norrköping-Linköping stadsteater |
| 1974 | Acaste            | Misantropen efter Molière (The Misanthrope) Tony Harrison                                                       | Torsten Sjöholm  | Norrköping-Linköping stadsteater |
| 1981 | Major Geely       | 0700 – Enligt order (Flashpoint) Tom Kempinski                                                                  | Tom Deutgen      | Helsingborgs stadsteater         |
| 1981 |                   | Balladen om Eulenspiegel (Ballade vom Eulenspiegel, vom Federle und von der dicken Pompanne) Günther Weisenborn | Jindra Puhony    | Fria Proteatern                  |
| 1984 | Humphrey Bogart   | En gång till, Sam (Play It Again, Sam) Woody Allen                                                              | Staffan Olzon    | Helsingborgs stadsteater         |
| 1985 |                   | Berättarverkstan William Shakespeare                                                                            | Ronny Danielsson | Malmö stadsteater                |
| 1986 |                   | Kung Lear (King Lear) William Shakespeare                                                                       | Claes Lundberg   | Malmö stadsteater                |
| 1986 |                   | En midsommarnattsdröm (A Midsummer Night's Dream) William Shakespeare                                           | Marianne Rolf    | Malmö stadsteater                |

### Regi
| År   | Produktion                                 | Upphovsmän                                        | Teater                           |
| ---- | ------------------------------------------ | ------------------------------------------------- | -------------------------------- |
| 1974 | Kärleksföreställningen                     | Margareta Garpe, Suzanne Osten och Gunnar Edander | Norrköping-Linköping stadsteater |
| 1981 | 0700 – Enligt order Flashpoint             | Tom Kempinski                                     | Helsingborgs stadsteater         |
| 1982 | Benådningen Restoration                    | Edward Bond Översättning Carl-Olof Lång           | Helsingborgs stadsteater         |
| 1983 | Ett dockhem Et Dukkehjem                   | Henrik Ibsen Översättning Tom Deutgen             | Helsingborgs stadsteater         |
| 1983 | Fröken Julie                               | August Strindberg                                 | Helsingborgs stadsteater         |
| 1984 | Katt på hett plåttak Cat on a Hot Tin Roof | Tennessee Williams Översättning Sven Barthel      | Helsingborgs stadsteater         |